# السرب 116 (إسرائيل)

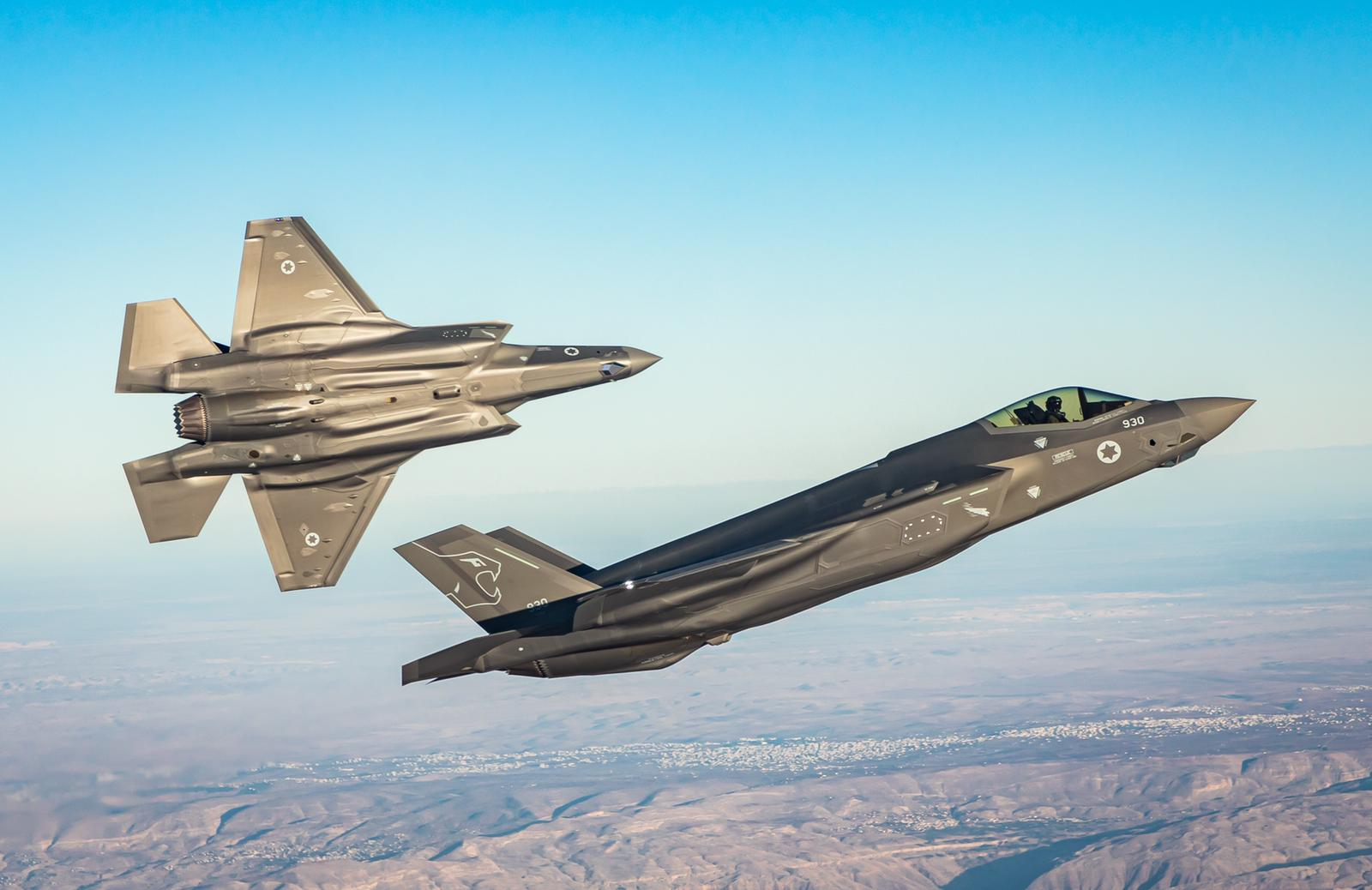
طائرتان إف-35آي «أدير» تتبعان السرب 116 «أسود الجنوب» (مع شارة الأسد على الذيل) في قاعدة نفاطيم الجوية

السرب 116 التابع للقوات الجوية الإسرائيلية، والمعروف أيضاً باسم سرب أسود الجنوب (الجناح الطائر وحماة الجنوب سابقاً)، هو سرب مقاتلات شبحية من طراز إف-35آي «أدير». يقع مقره في قاعدة نفاطيم الجوية. كان يحلق بطائرات إف-16إيه/بي سابقاً.

## التاريخ

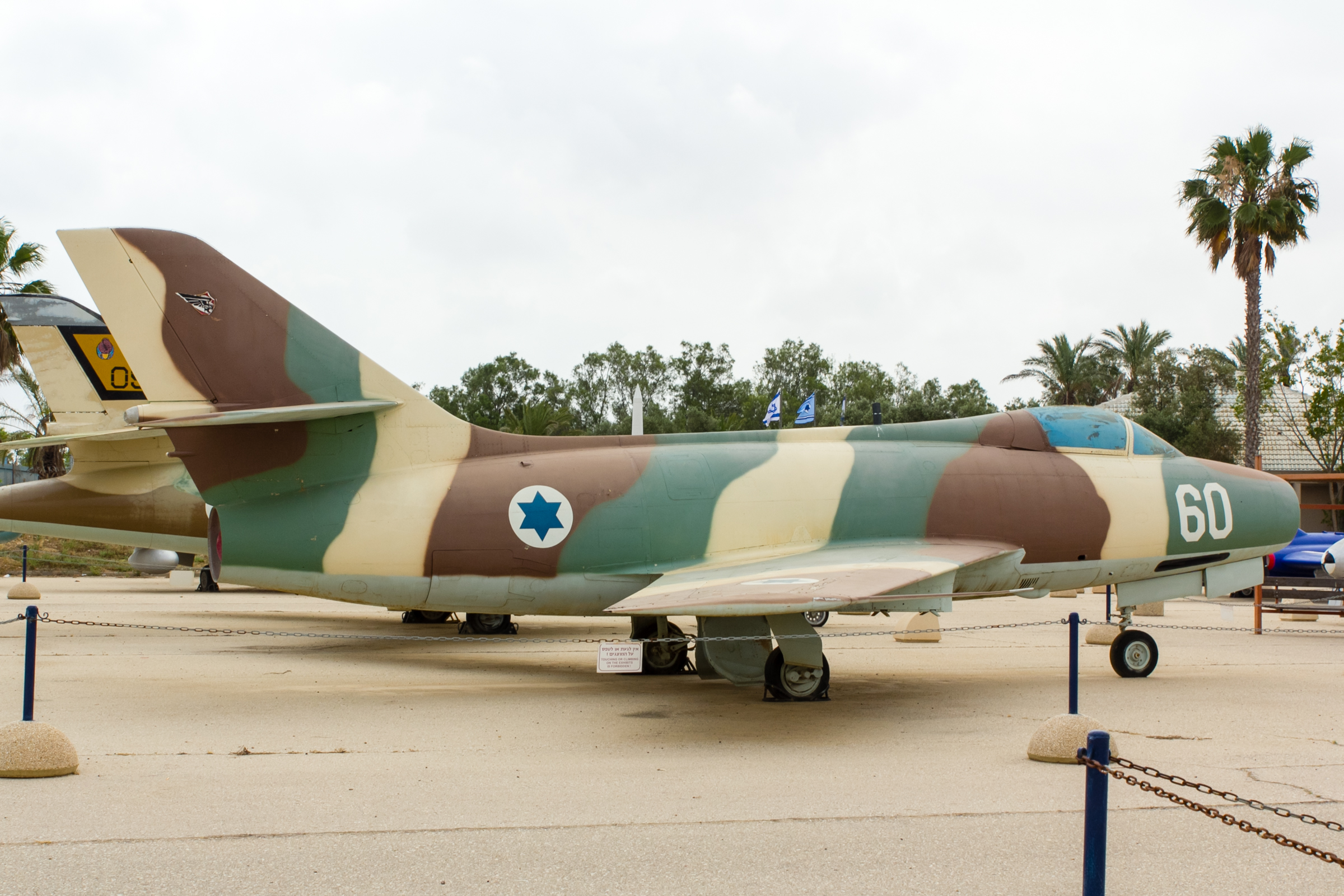
طائرة داسو ميستير الرابعة التي خدمت في السرب خلال الستينات

تأسس السرب في 1956 كسرب طائرات موستانغ بي-51 تحت اسم «سرب الجناح الطائر». وخدم كسرب (للانتشار الطارئ) في الجيش الإسرائيلي، بعدما التحق به 14 مدرب طيران من مدرسة الطيران في قاعدة تل نوف، عكرون آنذاك. وكان أول قادته هو قائد المدرسة، الرائد تزايك يافني، وكان الطيار النظامي الوحيد فيه هو الملازم أميتاي حسون «شابان». وتمركز السرب بقاعدة تل نوف (عكرون)، بجوار مدرسة الطيران.
أُعطيت طائرات السرب إشارة بدء الحرب خلال عملية قادش - حيث استخدمت أربع طائرات من السرب شفراتها لتمزيق كابلات الهواتف المصرية في سيناء من أجل قطع الاتصال بين الجيش المصري المنتشر في سيناء وقيادته في القاهرة. نفذ السرب 66 طلعة جوية خلال الحرب، معظمها لمنع الطلعات الجوية وتقديم الإسناد عن قرب للقوات البرية. خسر السرب 6 طائرات، وقُتل أحد طياريه وأُسر آخر.
تلقى السرب طائرات السرب 105 وطيارين احتياطيين في بداية 1957. كما تلقى طائرات هارفارد من السرب 140 في 1959. وخرجت طائراته طراز موستانغ من الخدمة وانحل السرب في 15 يناير 1961.
أعيد تأسيس السرب في قاعدة حتسور الجوية في أكتوبر 1961، مع طيارين وطائرات داسو ميستير الرابعة من السرب 101 الذي كان يستعد لاستقبال مقاتلات داسو ميراج 3. كان أول قائد للسرب خلال فترة عمل الطائرات الميستير هو رافي هارليف، وكان نائباه ران باكر وأهارون «يلو» شافيت. عاد السرب إلى قاعدة تل نوف بعد أسبوعين.
هاجمت 6 طائرات من السرب مطار فايد في الموجة الأولى من العملية موكد في حرب 67. أصيب نائب قائد السرب، الرائد يوناتان شاحار، نتيجة نيران أرضية أصابت طائرته، فقفز منها وجرى إنقاذه أثناء الليل. حل الملازم أفيهو بن نون محل شاحار. نفذ السرب خلال الحرب، 269 طلعة عملياتية، وخسر 5 من طائراته، وقُتل طياران من السرب وأُسر واحد.
انطلق تشكيلان من السرب في نوفمبر 1967، ضمن مهمة لمهاجمة المدرعات الأردنية التي قصفت مواقع الجيش الإسرائيلي حول وادي بيت شيعان [الإنجليزية]، عندما وقعت حادثة أم قُصر. حيث أُصيبت طائرة النقيب ديفيد نيبو، نائب قائد السرب، فقفز منها وقُتل فور وصوله إلى الأرض.
استلم السرب طائرات ميستير من السرب 109 في 1968، مع الطيارين الاحتياطيين وسلاح الجو، حيث كان الأخير يستعد لاستقبال طائرات سكاي هوك. خدم السرب 116 طوال حرب الاستنزاف، وخسر إحدى مقاتلاته. طارت الميستير آخر رحلاتها في 18 مارس 1971.
استلم السرب طائرات سكاي هوك نسخة (A-4H) التي وصلت إلى إسرائيل في 18 فبراير 1971، وحلق قائد السرب، الرائد يوسي أفيف، أول رحلة بها في 7 مارس 1971.
تولى الرائد إيهود شيلح قيادة السرب خلال حرب أكتوبر. خلال الحرب، استلم السرب طائرات وطيارين من السرب 140، الذي كان في مراحل التأسيس في قاعدة عتصيون. اسُتبدل إيهود شيلح بالرائد شموئيل بن روم. وأُسر طيارين من السرب خلال الحرب.
استُبدلت طائرات السرب بنموذج أكثر تقدماً نسخة (A-4N) بعد الحرب. خدمت هذه النسخة في السرب حتى خروج طائرات سكاي هوك من الخدمة. كان السرب أول سرب ينتقل إلى قاعدة نفاطيم الجوية في أكتوبر 1983، وفي 1985، أصبح السرب بقيادة عاموس يادلين آنذاك، سرباً لتدريب الطيارين في دورات تدريبية متقدمة.
أنهى السرب طلعاته التشغيلية كسرب سكاي هوك في 2002. واستلم طائرات إف-16 «هوك» نسخة إيه وبي، في 2003، ومُنح اللقب «حماة الجنوب». وفي أغسطس 2013، ضم السرب 116 طائرات هوك من السرب 140، ومعظم أفراده وفرع (الدورة التدريبية العملياتية)، بعد إغلاق الأخير كجزء من ترشيد النفقات في نظام الأمن. أُغلق السرب كسرب طائرات «هوك» في صيف 2015. وكان إغلاق السرب بمثابة نهاية العصر التشغيلي لطائرات «هوك» في القوات الجوية الإسرائيلية.
أُعيد تنشيط السرب بعد وصول طائرات إف-35 لايتينغ «أدير».

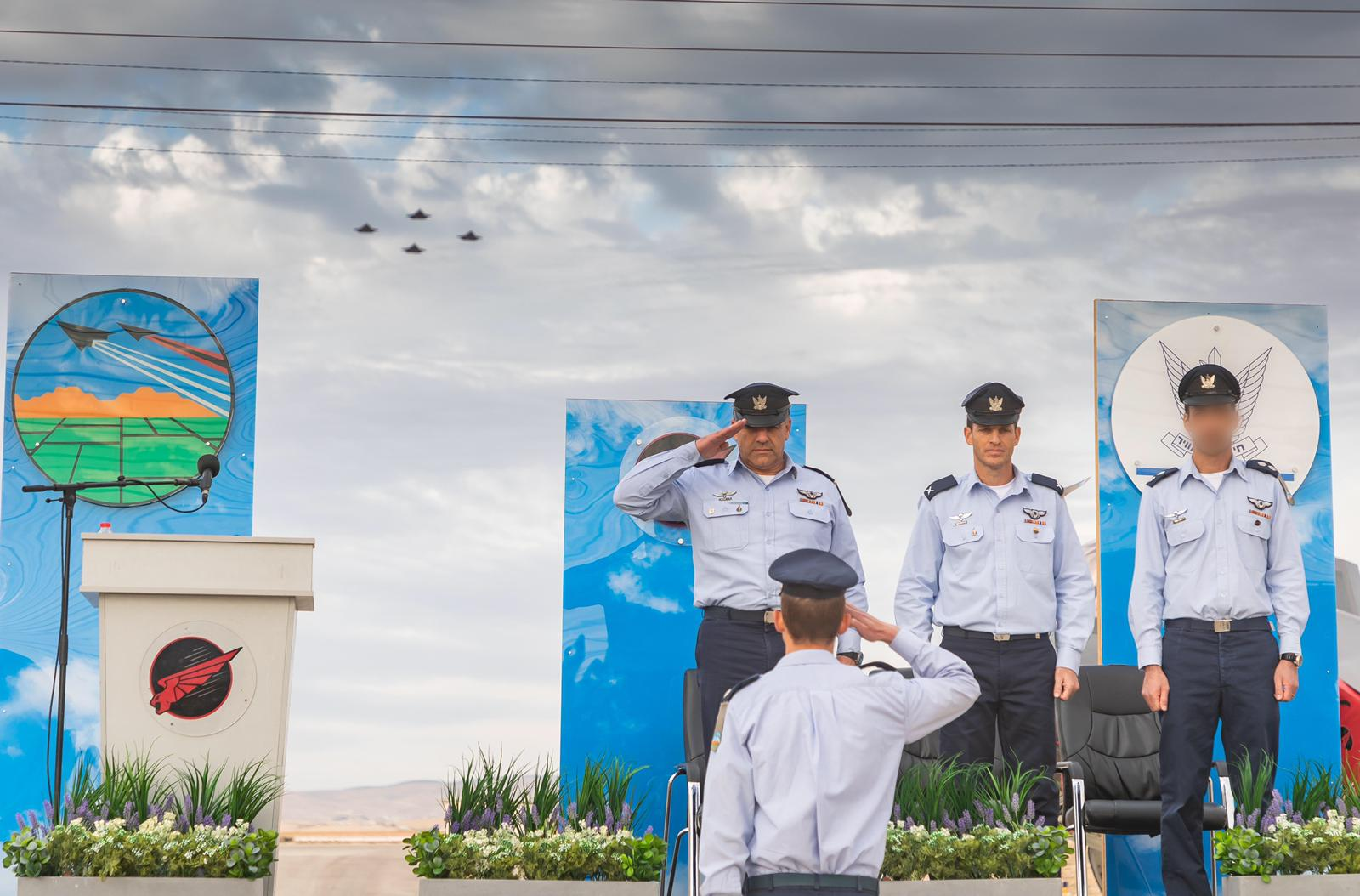
مراسم وصول طائرة إف-35 إلى السرب

## وصلات خارجية
- "The "Defenders of the South" squadron". القوات الجوية الإسرائيلية website. مؤرشف من الأصل في 2019-06-02.
- "The "Defenders of the South" squadron". Merchav. مؤرشف من الأصل في 2021-10-26.